# Cola mahoundensis
Cola mahoundensis är en malvaväxtart som beskrevs av François Pellegrin. Cola mahoundensis ingår i släktet Cola och familjen malvaväxter. Inga underarter finns listade i Catalogue of Life.